# Єньо Тодоров
Єньо Динев Тодоров (болг. Еньо Динев Тодоров; 22 лютого 1943, Априлово, Старозагорська область — 26 травня 2022) — болгарський борець вільного стилю, триразовий чемпіон та срібний призер чемпіонатів Європи, срібний призер Олімпійських ігор.

## Життєпис
Виступав за спортивні клуби ЦСКА Софія та «Левський-Спартак» Софія.
На літніх Олімпійських іграх 1968 року в Мехіко Єньо Тодоров здобув чотири перемоги, одну сутичку з бронзовим призером цих змагань, Шамседдіном Сеєдом-Аббасі з Ірану звів унічию і програв один поєдинок Канеко Масаакі з Японії, що став чемпіоном цієї Олімпіади. Набрана кількість балів дозволила болгарському спортсмену отримати срібну олімпійську медаль.
У 2010 році колишній борець був затриманий болгарською поліцією за хуліганство. Інцидент стався 29 грудня того року в місті Гилибово Старозагорської області, почесним громадянином якого Єньо Тодоров став у 2007. Титулований спортсмен був присутнім на офіційному відкритті нової будівлі муніципалітету Гилибово. Він випив коктейль після свята з місцевим муніципальним радником Бойко Бойчевим. Після цього вони вирішили випити пива на сусідній АЗС. Там п'яні чоловіки спочатку посварилися зі співробітниками закладу, які викликали поліцію. Коли прибув наряд, Тодоров піднявся зі столу і вдарив одного з поліцейських ліктем в око. Однак, на думку очевидців, це вийшло ненавмисно. Чоловіки були доставлені до поліцейського відділку. Після допиту обидва були негайно звільнені.

## Спортивні результати на міжнародних змаганнях

### Виступи на Олімпіадах
| Змагання                    | Збірна   | Вагова категорія          | Місце  |
| --------------------------- | -------- | ------------------------- | ------ |
| Літні Олімпійські ігри 1968 | Болгарія | вільна боротьба, до 63 кг | Срібло |

### Виступи на Чемпіонатах світу
| Змагання                        | Збірна   | Вагова категорія          | Місце |
| ------------------------------- | -------- | ------------------------- | ----- |
| Чемпіонат світу з боротьби 1969 | Болгарія | вільна боротьба, до 62 кг | 4     |
| Чемпіонат світу з боротьби 1970 | Болгарія | вільна боротьба, до 62 кг | 6     |
| Чемпіонат світу з боротьби 1971 | Болгарія | вільна боротьба, до 62 кг | 6     |

### Виступи на Чемпіонатах Європи
| Змагання                         | Збірна   | Вагова категорія          | Місце  |
| -------------------------------- | -------- | ------------------------- | ------ |
| Чемпіонат Європи з боротьби 1966 | Болгарія | вільна боротьба, до 63 кг | Срібло |
| Чемпіонат Європи з боротьби 1968 | Болгарія | вільна боротьба, до 63 кг | Золото |
| Чемпіонат Європи з боротьби 1969 | Болгарія | вільна боротьба, до 62 кг | Золото |
| Чемпіонат Європи з боротьби 1970 | Болгарія | вільна боротьба, до 62 кг | Золото |